# Central High
Central High is een plaats (town) in de Amerikaanse staat Oklahoma, en valt bestuurlijk gezien onder Stephens County.

## Demografie
Bij de volkstelling in 2000 werd het aantal inwoners vastgesteld op 954.
In 2006 is het aantal inwoners door het United States Census Bureau geschat op 969, een stijging van 15 (1,6%).

## Geografie
Volgens het United States Census Bureau beslaat de plaats een oppervlakte van
139,2 km², waarvan 138,9 km² land en 0,3 km² water.

## Plaatsen in de nabije omgeving
De onderstaande figuur toont nabijgelegen plaatsen in een straal van 24 km rond Central High.